# Переулок Джамбула (Санкт-Петербург)
Переу́лок Джамбу́ла — переулок в Центральном районе Санкт-Петербурга. Проходит от набережной реки Фонтанки (в створе Лештукова моста) до Загородного проспекта.

## Происхождение названия
В 1745 году лейб-медику Елизаветы Петровны хирургу Жану-Арману Лестоку был пожалован земельный участок на левом берегу Фонтанки. В 80-х годах XVIII века во время облицовки берегов реки камнем через территорию бывшей дачи лейб-хирурга и государственного деятеля Лестока (его фамилию часто произносили как Лештук) проложили проезд. Этот проезд и задал направление будущего переулка. Новую дорогу называли Лестоковым, Лештуковым, а иногда Лещуковым переулком. Название Лештуков переулок официально появилось в 1851 году. Лештуковым назвали и мост через Фонтанку, построенный в 1907 году.
В 1952 году Лештуков переулок был переименован в переулок Джамбула в честь Джамбула Джабаева — казахского акына, написавшего знаменитое стихотворение «Ленинградцы, дети мои!», посвященное защитникам блокадного Ленинграда.
13 января 1998 года, в период возвращения прежних названий городским улицам переулку было фактически возвращено наименование Лештуков, но уже 25 января решение было отменено из-за протестов казахской диаспоры против уничтожения памяти о Джамбуле, при этом предложение членов топонимической комиссии перенести имя Джамбула на безымянную площадь в Кировский район, где названия многих проездов связаны с защитой Ленинграда в годы Великой Отечественной войны, во внимание принято не было. В 2003 году в переулке был установлен памятник Джамбулу Джабаеву, финансирование строительства которого проводилось с участием Казахстана. Первоначальной целью установки памятника являлось противодействие возвращению переулку исторического названия.

## Достопримечательности
- Здание детского сада (дом № 8).

Памятник Джамбулу Джабаеву

- Дом № 9 — доходный дом, построенный по проекту архитектора Л. В. Богусского в 1904 году.
- Дом № 13 — дом Н. Н. Кузнецова (Лештуковская паровая скоропечатня), 1855 г., арх-р Е. Е. Аникин.  7831541000
- В доме № 15 (кв. № 14) с 15 января до 12 февраля 1894 года жил В. И. Ленин. В этом же доме с 1994 по 2003 год жил народный артист СССР И. О. Горбачёв[4].  7800000013
- В доме № 16 с осени 1863 по лето 1865 жил П. И. Чайковский, тогда студент Санкт-Петербургской Консерватории.
- В 2003 году напротив дома № 19 был открыт памятник казахскому поэту Джамбулу, в честь которого был переименован переулок. Памятник спроектирован архитектором Феликсом Романовским и скульптором Валентином Свешниковым.
- Дом № 21 / Загородный проспект, дом № 27 — Филармония джазовой музыки, ресторан «Тройка».